# Libertad (película de 2004)
Libertad (título original: Chasing Freedom) es un telefilme canadiense-estadounidense de drama de 2004, dirigido por Don McBrearty, escrito por Barbara Samuels, musicalizado por Jonathan Goldsmith, en la fotografía estuvo Rhett Morita y los protagonistas son Juliette Lewis, Layla Alizada y Bruce Gray, entre otros. Este largometraje fue realizado por Blueprint Entertainment y Alberta Filmworks; se estrenó el 19 de enero de 2004.

## Sinopsis
Está basado en una historia real. Una abogada egocéntrica se ve forzada a tomar el caso de una joven de Afganistán, la cual busca asilo para escapar de los talibanes.